# Lanty-sur-Aube
Lanty-sur-Aube é uma comuna francesa na região administrativa de Grande Leste, no departamento de Haute-Marne. Estende-se por uma área de 22,42 km². Em 2010 a comuna tinha 120 habitantes (densidade: 5,4 hab./km²).